# Mały Wilk
Mały Wilk (ang. Little Wolf; ur. ok. 1820, zm. 1904) – wódz wojenny Indian plemienia Szejenów. Był indiańskim przywódcą, który nie godził się na osadnictwo białych na Zachodzie. Wielokrotnie ocierał się o śmierć, wojna wypełniła większą część jego długiego życia (żył 84 lata).
W latach 1866–1868 brał udział w Wojnie Czerwonej Chmury. Jako jeden z wodzów podpisał traktat pokojowy w Forcie Laramie 29 kwietnia 1868. Około 1878 on i Tępy Nóż poprowadzili ok. 300 Szejenów z rezerwatu koło Fort Reno w Oklahomie przez Kansas, Nebraskę i terytorium Dakotów do ziemi przodków w Montanie, umykając amerykańskiej kawalerii.